# خرگوش قهوه‌ای
خرگوش قهوه‌ای یا خرگوش دماغه (نام علمی: Lepus capensis) بومی آفریقا و غرب آسیاست و توسط انسان به بخش‌هایی از اروپا و استرالیا نیز وارد شده است. این خرگوش صحرایی یک پستاندار گیاه‌خوار و شبگرد و خویشاوند نزدیک خرگوش صحرایی اروپایی است. زیستگاه این دو نوع خرگوش در بخش‌های غربی آسیا از جمله غرب ایران با یکدیگر همپوشانی پیدا می‌کند.
خرگوش قهوه‌ای مثل بیشتر خرگوش‌ها پاهایی مناسب برای دویدن و جهیدن و چشم‌هایی درشت برای نگریستن اطراف دارد. بیشتر آنها حلقه سفیدی به دور چشم خود دارند. پوشش نرم و لطیفی بدن آن را پوشانده که رنگ آن از قهوه‌ای روشن و سرخ‌فام تا خاکستری متغیر است. ماده‌ها از نرها بزرگترند که در پستانداران نامعمول است.
زیستگاه این جانور در علفزارها، بیشه‌زارها و مناطق نیمه‌بیابانی است. این خرگوش از انواع علف‌ها و بوته‌ها تغذیه می‌کند. مدفوع‌خواری که رفتاری معمول در بین خرگوش‌هاست در این حیوان نیز دیده می‌شود. این کار برای این انجام می‌شود که غذا مدت بیشتری در دستگاه گوارش بماند و حداکثر مواد مغذی آن گرفته شود ضمن اینکه میکروب‌های موجود در آن نیز ارزش تغذیه‌ای دارند.
خرگوش قهوه‌ای بسیار سریع است و تنها یوزپلنگ می‌تواند از او پیشی بگیرد. در نتیجه بقیه شکارچیان این حیوان همچون پلنگ، سیاهگوش و شغال با کمین و فرصت‌طلبی آن را طعمه خود می‌کنند.
دوره بارداری ایشان ۴۲ روز است و یک تا سه توله خرگوشک پس از وضع حمل چشم به جهان می‌گشایند. آنها قادر هستند در یک سال چهار مرتبه باردار شوند. یکی از ویژگی‌های خرگوش‌های صحرایی که آن‌ها را از خرگوش‌های دیگر متمایز می‌کند تولد نوزادان با چشمان باز است که کمی پس از تولد قدرت حرکت هم دارند.

## نگارخانه

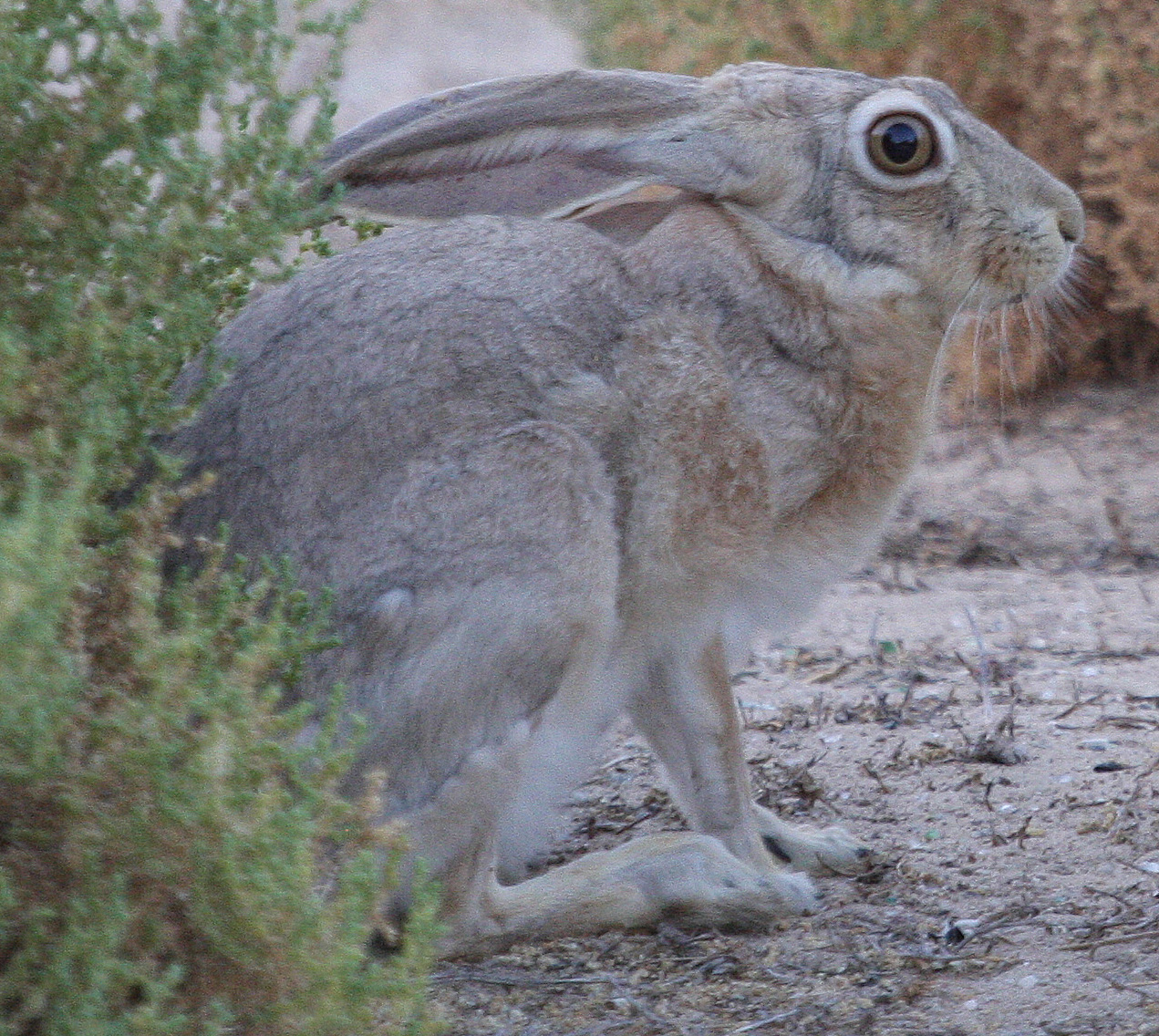